# Ailinglaplap
Ailinglaplap (en marshallès: Aelōn̄ļapļap) és un atol de l'oceà Pacífic que forma un districte legislatiu de la cadena Ralik de les Illes Marshall. Comprèn 56 illes i illots, té una superfície terrestre de tan sols 14,7 km² i envolta una llacuna amb una superfície de 750 km². Es troba a 152 quilòmetres al nord-oest de l'atol de Jaluit. L'economia de l'atol està dominada per les plantacions de coco. La població de l'atol era d'1.175 l'any 2021.

## Història
El capità Thomas Dennet del vaixell britànic Britannia va albirar l'atol el 1797 en la ruta d'Austràlia a la Xina i el va anomenar Illa Lambert. El vaixell mercant britànic Rolla va albirar diverses illes de les cadenes Ratak i Ralik el 6 de novembre de 1803, possiblement Ailinglaplap.
L'Imperi Alemany va reclamar l'atol d'Ailinglaplap juntament amb la resta de les Illes Marshall el 1885. S'hi van establir diverses bases comercials europees com a part del comerç de copra. Després de la Primera Guerra Mundial va quedar sota el Mandat de les Illes del Pacífic de l'Imperi Japonès. A la fi de la Segona Guerra Mundial va quedar sota el control dels Estats Units com a part del Territori en Fideïcomís de les Illes del Pacífic fins al 1986, quan les illes Marshall van aconseguir la seva independència.